# Karsten Weyershausen

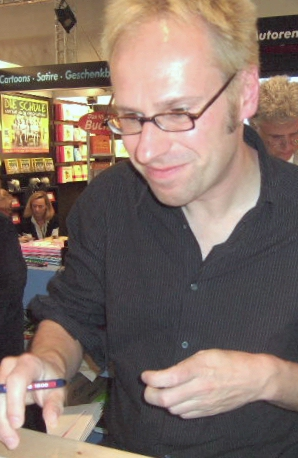
Karsten Weyershausen (2007)

Karsten Weyershausen (* 15. Juli 1963 in Wien) ist freier Autor, Illustrator und Cartoonist. Er lebt in Braunschweig.

## Wirken
Karsten Weyershausen arbeitet er als freier Autor, Cartoonist und Illustrator in Braunschweig. Von 1995 bis 2001 fungierte er als Mitherausgeber eines Stadtmagazins. Von ihm stammen zahlreiche Veröffentlichungen in diversen Zeitungen und Zeitschriften („TV Hören und Sehen“, „Bravo“, „Berliner Illustrirte Zeitung“ u. a.). Dazu war er immer wieder als Designer von Sympathiefiguren tätig, die für Firmen wie H. & J. Brüggen, Pelikan und Herlitz entwickelt wurden.
Zusammen mit Gerald Grote und Claus Oppermann entstand 2004 der Kurzfilm „Tödliche Roman(z)e“, der von der FBW das Prädikat „besonders wertvoll“ erhielt und mit sechs Filmpreisen ausgezeichnet wurde.
Seine Cartoons wurden u. a. in den Tageszeitungen „NRZ“, „Nürnberger Nachrichten“, „Sächsische Zeitung“ sowie den Satiremagazinen „Eulenspiegel“ und „Nebelspalter“ veröffentlicht. In Buchform erschienen Weyershausens Arbeiten bei den Verlagen Lappan, Korsch, Holzbaum und Carlsen. Für das Kindermagazin „Lesekaktus“ zeichnete er 2007 die Reihe „Frankensteins Tochter“.
Seit 1999 verfasste er außerdem mehrere Sachbücher. Neben dem „Astrid-Lindgren-Lexikon“ (mit Manuela Bialek) erschienen u. a. „Schade, dass Du endlich weg bist!“ (mit Michael Völkel) und „111 Gründe, erwachsen zu werden“ im Verlag Schwarzkopf & Schwarzkopf, Berlin. Mit Holger Reichard gab er 2021 die Anthologie „Die Entdeckung Amerikas“ heraus.

## Werke

### Comics
Karsten Weyershausen veröffentlichte von 1987 bis 1989 im Trivial Verlag eine Reihe von Piccolo-Heften und ein Album zur Rottecker Katze. Von 1989 bis 2001 erschien die Serie im Comicfachmagazin RRAAH!:
- Die Rottecker Katze 1–9
- Die Rottecker Katze 1 – Das Minotaurus Mysterium

### Cartoons
Von 2000 bis 2008 zeichnete er die tägliche Cartoonserie „Weyershausens wunderbare Welt“, für die Onlineportale Web.de, GMX.de und 1und1.de, die von 2010 bis 2013 bei arcor.de und MSN fortgesetzt wurde.

### Bücher
- Als Herausgeber (mit Holger Reichard): Die Entdeckung Amerikas. Liebeserklärungen an die US-Literatur. Reiffer Verlag, Meine 2021, ISBN 978-3-945715-78-9.
- Der finale Notausgang: Suizid im Showgeschäft. Reiffer Verlag, Meine 2020, ISBN 978-3-945715-60-4.
- Ist Götterspeise Blasphemie? Essays. edition wortmax, Braunschweig 2019, ISBN 978-3-7502-0067-8.
- mit Holger Reichard: Stadt. Land. Flucht. Kuhmist oder Kohlenmonoxid? Auf der Suche nach dem idealen Leben. Schwarzkopf & Schwarzkopf, Berlin 2015, ISBN 978-3-86265-446-8.
- mit Holger Reichard: Kerle im Klimakterium. Männer in mittleren Jahren. Es ist nicht alles schlecht, aber fast alles. Schwarzkopf & Schwarzkopf Verlag, Berlin 2012, ISBN 978-3-86265-105-4.
- mit Astrid Elisat (Text): Lupi liebt Wolfsburg. Das Wolfsburg-Wimmelbuch. WMG, Wolfsburg, 2012.
- 111 Gründe, erwachsen zu werden. Eine Anleitung für ewige Kinder, Peter Pans und Berufsjugendliche. Schwarzkopf & Schwarzkopf Verlag, Berlin, Berlin 2009, ISBN 978-3-89602-890-7.
- Männer … und andere Missverständnisse!. Lappan Verlag, Oldenburg 2007, ISBN 978-3-8303-3154-4.
- mit Michael Völkel: Schade, dass Du endlich weg bist!. Das Trennungs-Tröstbuch. Schwarzkopf & Schwarzkopf Verlag, Berlin 2006, ISBN 978-3-89602-734-4.
- Horst. Lappan Verlag, Oldenburg 2005, ISBN 3-8303-3111-8.
- mit Manuela Bialek: Das Astrid-Lindgren-Lexikon. Alles über die beliebteste Kinderbuchautorin der Welt. Schwarzkopf & Schwarzkopf Verlag, Berlin 2004, ISBN 3-89602-534-1
- mit Michael Völkel, Andrea Fonk: Lexikon der Idole. Menschen, die Legenden wurden. 100 Lebensläufe: Bogart und Brandt, Dean und Dutschke, Einstein und Evita, Hemingway und Hendrik, Marlene und Madonna, Presley und Picasso. Lexikon-Imprint-Verlag, Berlin 2001, ISBN 3-89602-500-7.
- mit Gerald Grote, Michael Völkel, Klaus Rathje, Holger Reichard: Das Lexikon der prominenten Selbstmörder. Mehr als 300 dramatische Lebensläufe: Van Gogh und Hemingway, Kurt Cobain und Rex Gildo, Ulrich Wildgruber und Stefan Zweig. Lexikon-Imprint-Verlag, Berlin 2000, ISBN 3-89602-265-2.